# Прованс
44° пн. ш. 6° сх. д. / 44° пн. ш. 6° сх. д.
Прова́нс (фр. Provence, дос. «Провінція») — історична французька провінція та географічний регіон, розташовані на південному сході Франції біля берегів Середземного моря; департаменти Буш-дю-Рон, Вар, Верхні Альпи, частково Альпи Верхнього Провансу і Воклюз. Площа 21,6 тисяч км². Головні міста — Екс-ан-Прованс і Марсель.